# Lee Gang-jin
Lee Gang-jin (kor. 이강진, ur. 25 kwietnia 1986 w Daejeon) – południowokoreański piłkarz, grający na pozycji obrońcy w Jeju United FC.

## Kariera klubowa
Lee rozpoczął karierę w 2002 roku w Suwon Samsung Bluewings. W 2004 trafił do Tokyo Verdy. W latach 2006–2009 był zawodnikiem Busan IPark. W listopadzie 2009 przeszedł do Júbilo Iwata. W styczniu 2012 podpisał dwuletni kontrakt z Jeonbuk Hyundai Motors. W lipcu tegoż roku trafił na wypożyczenie do FC Machida Zelvia. W lutym 2013 został wypożyczony do Daejeon Citizen.
W lutym 2015 trafił do Daejeon Citizen. W marcu 2016 przeszedł do Jeju United FC.

## Kariera reprezentacyjna
3 czerwca 2009 zadebiutował w reprezentacji Korei Południowej w zremisowanym 0:0 meczu z Omanem.